# IC 2018
IC 2018 — галактика типу SBbc   R () у сузір'ї Золота Риба.
Цей об'єкт міститься в оригінальній редакції індексного каталогу.